# Greet Hofmans
Greet Hofmans (Margharetha Hofmans) est une guérisseuse néerlandaise (Amsterdam, 23 juin 1894 - Amsterdam, 16 novembre 1968). 
Ouvrière illettrée, elle est appelée par le prince Bernhard au chevet de la reine Juliana des Pays-Bas, en dépression depuis la naissance de la princesse Christina, née aveugle. Chargée de guérir l'enfant, alors que de nombreux médecins y ont échoué, Hofmans confesse la reine et entreprend de lui enseigner sa « théologie », matinée d'occultisme et d'astrologie. Bientôt la guérisseuse se met à dominer entièrement la personnalité de la reine et exerce son influence jusque dans les affaires de l’État, dictant à la souveraine sa conduite en matière politique.
Chassée du palais par le prince Bernhard, elle se replie au château de Het Loo chez la reine Wilhelmine qu’elle a convertie à ses préceptes. Là, la reine-mère et la reine en titre se retrouvent auprès de la guérisseuse, qui leur donne des cours quotidiens. La cour est scindée en deux factions : d'un côté les deux reines, de l'autre le prince Bernhard et sa fille, la princesse Béatrix, héritière du trône. La possibilité d'une abdication est émise ; la reine Wilhelmine annonce alors vouloir prendre l'opinion publique à témoin, ce que personne ne veut, l'affaire étant jusqu'alors restreinte aux milieux bien informés.
Par crainte de devoir répondre des actes de la souveraine devant le Parlement, étant constitutionnellement seul responsable officiel, le gouvernement démissionne et provoque des élections anticipées à l'hiver 1956. Toutefois, une fois celles-ci passées, aucune majorité gouvernementale ne se dessine, aucun parti ou coalition ne souhaitant répondre des actes de la reine tant que Hofmans la guide. Les parlementaires nomment alors une commission chargée d'étudier le problème : celle-ci laisse entendre que le principe monarchique devrait être remis en cause si Greet Hofmans conservait une quelconque influence à la Cour. Le Premier ministre Willem Drees interdit alors aux reines l'accès à la radio, et fait pression sur elles pour le renvoi de Hofmans. Une fois celui-ci obtenu, le nouveau gouvernement est constitué, et les recommandations de la commission oubliées.
Greet Hofmans meurt en 1968 dans la misère et dans l’oubli.